# Dhothar
I Dhothar, o Dhotar, sono una tribù Jat. I Dhothar vivono in Punjab, provincia di Pakistan e India.
I Dhothar in Pakistan sono musulmani e in India sono sikh.

## Popolazione
Si stima che la popolazione totale di Dhothar sia di 32.000 persone. Sono presenti maggiormente in Pakistan e India ma anche in alcune zone dell'Europa e Canada.
Le tabelle sono divise in nome tribù, religione a cui appartengono e le varie località di abitazione.

### Distretto di Gujranwala
Nel Distretto di Gujranwala sono presenti i seguenti Dhothar:
| Tribù  | Religione | Gujranwala Tehsil | Wazirabad Tehsil | Hafizabad Tehsil | Khanqah Dogran Tehsil | Sharakpur Tehsil | Totale |
| ------ | --------- | ----------------- | ---------------- | ---------------- | --------------------- | ---------------- | ------ |
| Dhotar | Musulmano | 29                | 38               | 246              |                       | 44               | 357    |
| Dhotar | Sikhismo  | 819               | 36               | 253              | 60                    | 7                | 1,175  |

### Distretto di Gujrat
Nel Distretto di Gujrat sono presenti la seguente popolazione di Dhothar:
| Tribù   | Gujrat Tehsil | Kharian Tehsil | Phalia Tehsil | Totale |
| ------- | ------------- | -------------- | ------------- | ------ |
| Dhothar | 53            | 7              | 1,295         | 1,355  |